# Chính phủ Hồng Kông
Chính phủ đặc khu hành chính Hồng Kông nước Cộng hòa Nhân dân Trung Hoa, thường được gọi là Chính phủ Hồng Kông hoặc Chính phủ đặc khu, đề cập đến các cơ quan hành pháp của Đặc khu hành chính Hồng Kông. Nó được thành lập vào tháng 7 năm 1997 theo Tuyên bố chung Trung-Anh năm 1983, một điều ước quốc tế được ký kết tại Liên Hợp Quốc. Chính phủ này đã thay thế Chính phủ Hồng Kông thuộc Anh (1842-1997). Đặc khu trưởng cũng đề cử các quan chức chính được bổ nhiệm bởi Quốc vụ viện Cộng hòa Nhân dân Trung Hoa (Chính phủ Trung ương Trung Quốc). Ban Bí thư chính phủ được lãnh đạo bởi Tổng Bí thư Hồng Kông, người là quan chức chính cao cấp nhất của Chính phủ. Tổng thư ký và các Bộ trưởng Ngoại giao Hoa Kỳ khác cùng giám sát việc điều hành đặc khu, đưa ra ý kiến tư vấn cho Đặc khu trưởng với tư cách là thành viên của Hội đồng điều hành và chịu trách nhiệm về các hành động và chính sách của họ đối với Đặc khu trưởng và Hội đồng lập pháp.
Theo nguyên tắc hiến pháp "một quốc gia, hai chế độ", Chính phủ theo luật pháp chỉ phụ trách các vấn đề nội bộ và quan hệ đối ngoại của Hồng Kông. Chính phủ Cộng hòa Nhân dân Trung Hoa (PRC) để cho chính phủ Hồng Kông độc lập về tài chính, và chỉ chịu trách nhiệm về chính sách đối ngoại và quốc phòng của Hồng Kông. Mặc dù dần dần phát triển, cấu trúc chính phủ tổng thể được thừa hưởng từ Hồng Kông thuộc Anh.